# Новостародубська сільська рада
| Новостародубська сільська рада — колишній орган місцевого самоврядування у Петрівському районі Кіровоградської області з адміністративним центром у с. Новий Стародуб. Сільській раді підпорядковані населені пункти: - с. Новий Стародуб - с. Мар'янівка - с. Олімпіадівка - с. Федорівка - с. Червоносілля |

## Склад ради
Рада складається з 20 депутатів та голови.

### Керівний склад ради
| ПІБ                         | Основні відомості                                                               | Дата обрання | Дата звільнення |
| --------------------------- | ------------------------------------------------------------------------------- | ------------ | --------------- |
| Сахненко Олексій Михайлович | Сільський голова, 1952 року народження, освіта, безпартійний                    | 26.03.2006   | 31.10.2010      |
| Царенко Микола Іванович     | Сільський голова, 1955 року народження, освіта вища, член народної партії       | 31.10.2010   | 11.12.2011      |
| Заїка Віктор Григорович     | Сільський голова, 1955 року народження, освіта середня спеціальна, безпартійний | 11.12.2011   |                 |

Примітка: таблиця складена за даними джерела

## Населення
Згідно з переписом УРСР 1989 року чисельність наявного населення сільської ради становила 4932 особи, з яких 2214 чоловіків та 2718 жінок.
За переписом населення України 2001 року в сільській раді мешкало 5657 осіб.

### Мова
Розподіл населення за рідною мовою за даними перепису 2001 року:
| Мова       | Відсоток |
| ---------- | -------- |
| українська | 89,97 %  |
| російська  | 7,84 %   |
| вірменська | 1,20 %   |
| молдовська | 0,34 %   |
| білоруська | 0,21 %   |
| циганська  | 0,07 %   |
| болгарська | 0,04 %   |
| інші       | 0,33 %   |